# 再见吧青春之光
再见吧青春之光（日语：／ saraba seishun no hikari）是日本的搞笑藝人二人組，2008年结成，现所属自身成立的經紀公司“The 森东”。

## 成员
- 森田哲矢（日语：／ Morita Tetsuya，1981年8月23日（43歲）），大阪府堺市出身。大阪市立东百舌鸟高等学校毕业。木棋日本队成员。[1]
- 东袋（日语：／ Higashi Bukuro，1985年10月6日（39歲）），大阪府茨木市出身。同志社大學毕业。本名东口宜隆，2017年改现艺名。

## 经历
2006年在松竹艺能的养成所结识，2008年各自的组合解散后结成搭档。组合名由前辈南川聪史提出，最后决定为英国电影《四重人格》的日本译名“再见吧青春之光”。
组合结成当时以赢得《短劇之王》为目标，2009年进入第3轮，但因森田患流感而退赛。2012年进入决赛，最后获得第二名。此后连续4年进入决赛。虽然取得了不俗的成绩，但因报酬原因，与公司高层意见不一，二人在2013年初从松竹艺能退社。退社后将活动据点自大阪移至东京。此后一度想加入其他事务所，但最终未果，2013年10月自己成立了The 森东事务所，所内连同经纪人在内共3人。
2013年6月，东口与前辈艺人的妻子爆出不伦，事业遭到打击。直到2016年参加《M-1大賽》获得第4名，才逐渐重回主流视野。2017年、2018年连续进入《短劇之王》决赛。